# Kupnina
Kupnina [kupˈnina] es un pueblo ubicado en el distrito administrativo de Gmina Nowogród, dentro del Condado de Łomżun, Voivodato de Podlaquia, en el norte de Polonia oriental. Se encuentra aproximadamente a 8 kilómetros al noreste de Nowogród, a 16 kilómetros al noroeste de Łomża, y a 34 kilómetros al oeste de la capital regional Białystok.